# Enchelycore nycturanus
Enchelycore nycturanus es una especie de pez de la familia de los morénidas en el orden de los Anguilliformes.

## Morfología
Los machos pueden llegar a alcanzar los 22,3 cm de longitud total.

## Distribución geográfica
Se encuentran en Sudáfrica.